# Neocryptopteryx albomarginatus
Neocryptopteryx albomarginatus là một loài tò vò trong họ Ichneumonidae.